# Corps diplomatique
Le corps diplomatique est « l'ensemble des représentants des puissances étrangères auprès du gouvernement, ainsi que leur famille ».

## Membres du corps diplomatique par pays

### France
Le personnel diplomatique et consulaire comprend les ambassadeurs de France et les fonctionnaires appartenant aux corps suivants :
1. Ministres plénipotentiaires ;
2. Conseillers des affaires étrangères (cadre général et cadre d'Orient) ;
3. Secrétaires des affaires étrangères (cadre général, cadre d'Orient et cadre d'administration) ;
4. Secrétaires de chancellerie ;
5. Attachés des systèmes d'information et de communication ;
6. Secrétaires des systèmes d'information et de communication.

### Ambassadeur
L'ambassadeur représente un État auprès d'un autre, ou parfois auprès d'une organisation internationale. C'est le rang le plus haut au sein de la hiérarchie diplomatique.

### Consul
Le consul est un agent nommé par un État sur un territoire étranger pour y défendre les intérêts de l'État qui l'a nommé et le représenter.
Le consul assume des fonctions proches de celles d'un maire et d'un sous-préfet auprès des nationaux du pays qu'il représente. Exerçant dans un pays étranger, il ne dispose d'aucun pouvoir en matière de force publique.
Il a par contre un devoir d’assistance et de protection auprès des citoyens résidant ou voyageant dans le pays dans lequel il est en poste. 
Dans des pays de taille importante, plusieurs consuls peuvent être en poste avec pour charge des régions précises.
Il existe deux corps de consuls :
- le consul « de carrière », qui est un diplomate dépendant du Ministère des affaires étrangères ;
- le consul honoraire, qui n'est pas un agent de carrière et agit au nom du pays qui l'a nommé de manière bénévole.